# Helen French
Helen French (1900–1994) fue una arquitecta estadounidense. Trabajó junto a su esposo, el arquitecto Prentiss French. Su nombre de nacimiento fue Helen Douglass, y nació en Arlington, Massachusetts, en el año 1900. Obtuvo el grado en arquitectura en la Escuela de Arquitectura de Cambridge en 1921. Trabajó en varias firmas de arquitectos en Boston y eventualmente viajó a Europa, donde estudió en la Ecole des Beaux Arts (Escuela de Bellas Artes), retornando a Estados Unidos en 1927. Ese año se casó con Prentiss French, y la parejo empezó a trabajar en equipo en ciudades como Boston y Stockbridge, Massachusetts, hasta 1932 cuando se mudaron a Sarasota (Florida). Trabajaron con el arquitecto Clarence Martin por diez años en Sarasota. Luego se trasladaron a San Francisco donde Prentiss fue empleado por el Cuerpo de Ingenieros de la Armada Estadounidense durante la Segunda Guerra Mundial. Allí, French recibió la certificación de California en 1946. La pareja trabajó en la misma oficina en San Francisco hasta los años sesenta, realizando proyectos especialmente en el Norte de California.
Helen fue miembro del Instituto Americano de Arquitectura en su capítulo californiano, de la Asociación de Planeación y Alojamiento de San Francisco, del Centro Marin Art & Garden, y de la Liga de Mujeres de San Francisco. Falleció en 1994.